# Taoufik Maaouia
Taoufik Maaouia (arabe : توفيق معاوية), né le 5 février 1959, est un haltérophile tunisien.

## Carrière
Taoufik Maaouia remporte à Casablanca la médaille de bronze au total dans la catégorie des moins de 52 kg aux Jeux méditerranéens de 1983.
Il est médaillé d'or à l'épaulé-jeté et au total ainsi que médaillé d'argent à l'arraché dans la catégorie des moins de 56 kg aux Jeux africains de 1987 à Nairobi puis médaillé d'argent au total dans la même catégorie aux Jeux méditerranéens de 1987 à Lattaquié.